# Любовь-капкан
Любовь-капкан (срп. Љубав-замка) je двадесет други студијски албум Валериј Леонтјев који је објављен 2014. године .

## Списак композиција
На албуму се налазе следеће песме: